# Guadalete
El Guadalete és un riu de la península Ibèrica, a la província de Cadis, pertanyent al vessant atlàntic. Neix al nord de la Serra de Grazalema de dos que neixen a la falda del turó de San Cristobal i el principal dels quals és també anomenat Guadalete, Grazalema o Zahara. Té el seu origen junt a Grazalema, primer corre vers el Nord, i després vers el Nord-oest, passa per Zahara de la Sierra, rep les aigües dels rius Obrera i Zaframagón; s'apropa a la província de Sevilla i per l'estret de Bornos trenca els cims que tanquen la vall; circumda la ciutat d'Arcos de la Frontera, rep per la dreta el tribut del Salado de Espera i després s'uneix amb el Majaceite, que és l'altre braç del Guadalete. Una vegada junts tots dos ramals, el Guadalete continua vers el Sud-oest, i forma després un gran colze en direcció Nord per tornar dibuixant un arc vers l'Oest. En aquesta secció se li uneix el Salado de Paterna i altres corrents menys importants i en el poble de la Cartuja ja comença a experimentar les marees; però tan sols és navegable des d'El Portal, petita cala que el riu forma a uns 9 km. de la desembocadura d'El Puerto de Santa María i a l'entrada de la Badia de Cadis.
Fins a mitjans del segle xx era navegable per a petites embarcacions fins a Jerez de la Frontera. Avui dia la seva desembocadura és el port d'El Puerto de Santa María.
El Guadalete és d'escàs bracer entre la seva barra i la ciutat del Port de Santa Maria. Els bancs que formen la barra són movibles i amb mar de lleva l'entrada és perillosa.
El Guadalete té un curs de 157 km i a l'estiu porta un cabal molt escàs. Sembla que antigament el seu nom era Letes o Letea.

## Afluents
- Obrera
- Zaframagón
- Guadalporcún
- Guadamanil
- Salado de Paterna
- Majaceite o Guadalcacín